# Mölbling
Mölbling is een gemeente in de Oostenrijkse deelstaat Karinthië, en maakt deel uit van het district Sankt Veit an der Glan.
Mölbling telt 1269 inwoners.
Althofen · Brückl · Deutsch-Griffen · Eberstein · Frauenstein · Friesach · Glödnitz · Gurk · Guttaring · Hüttenberg · Kappel am Krappfeld · Klein Sankt Paul · Liebenfels · Metnitz · Micheldorf · Mölbling · Sankt Georgen am Längsee · Sankt Veit an der Glan · Straßburg · Weitensfeld im Gurktal
- Gemeinsame Normdatei: 10345152-3
- Virtual International Authority File: 152308142